# Landstrykere
Landstrykere är en norsk dramafilm från 1989 i regi av Ola Solum. Filmen bygger på Knut Hamsuns roman med samma namn och i rollerna ses bland andra Trond Peter Stamsø Munch, Marika Lagercrantz och Helge Jordal. Filmens manus skrevs av Lars Saabye Christensen, Hans Lindgren och Solum.

## Rollista (urval)
- Trond Peter Stamsø Munch – Edevart
- Marika Lagercrantz – Lovise Magrete
- Helge Jordal – August
- Liv Heløe – Ragna
- Liv Steen – Ane Maria
- Espen Skjønberg – Knoff
- John Sigurd Kristensen – Karolus
- Lasse Lindtner – Skaaro

## Om filmen
Filmen producerades av Gunnar Svensrud för Norsk Film. Fotograf var Harald Gunnar Paalgard, kompositör Henning Sommero och klippare Yngve Refseth.